# NGC 2565
NGC 2565 (również PGC 23362 lub UGC 4334) – galaktyka spiralna z poprzeczką (SBbc), znajdująca się w gwiazdozbiorze Raka. Odkrył ją Gerhard Lohse w 1886 roku.
W galaktyce tej zaobserwowano supernowe SN 1960M i SN 1992i.